# Eudule albifera
Eudule albifera är en fjärilsart som beskrevs av Louis Beethoven Prout 1918. Eudule albifera ingår i släktet Eudule och familjen mätare. Inga underarter finns listade i Catalogue of Life.